# Wolter Jan Gerrit Bentinck (1745-1781)

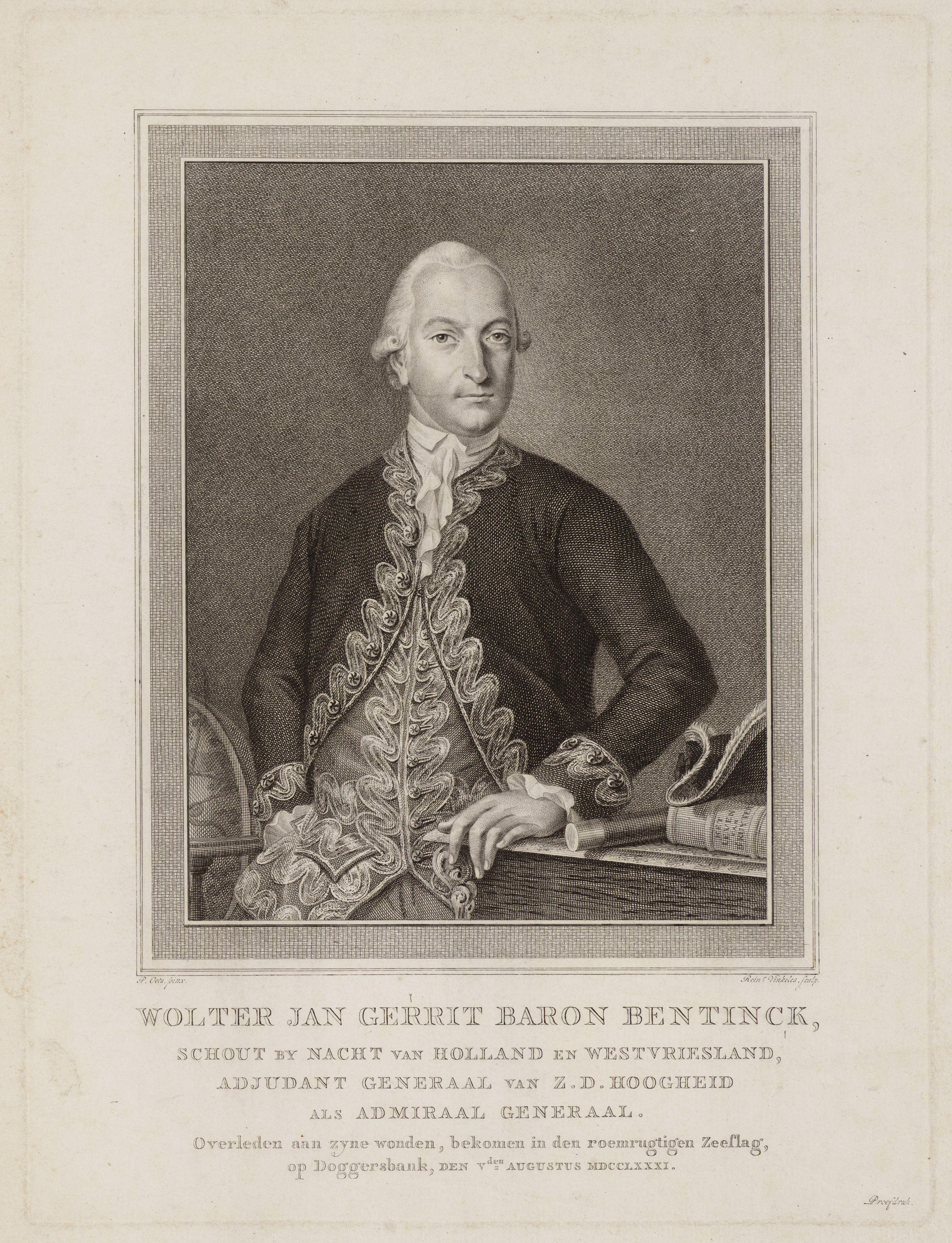
Wolter Jan Gerrit Bentinck

Wolter Jan Gerrit Bentinck

Wolter Jan Gerrit Bentinck (1745-1781) was een Nederlandse zeecommandant uit de 18de eeuw.
Wolter Bentinck werd op 30 juli 1745 geboren op Huis Schoonheten als achtste kind en vijfde zoon van Berend Hendrik Bentinck, heer van Schoonheten en Diepenheim, en Bonne Elisabeth Juriana du Tertre. Net als zijn vijf jaar oudere broer Willem Hendrik (1740-1757) werd hij net na diens overlijden adelborst bij de admiraliteit in Amsterdam. Al op 26 november 1766 werd hij commandant op een van hun oorlogsschepen.
In 1776 was hij commandant van de Venus, een oorlogsschip met 24 stukken geschut. Daarmee joeg hij twee Marokkaanse kapers op de klippen en maakte hij de Straat van Gibraltar veilig voor de koopvaardij.
In 1781 vocht hij in de Slag bij de Doggersbank. Onder bevel van schout-bij-nacht Johan Arnold Zoutman begeleidde hij als commandant van de Batavier een konvooi van 71 koopvaarders om hen te beschermen tegen Engelse aanvallen. Hij had een bemanning van 300 koppen en 54 stukken geschut. Op 5 augustus kwamen ze een Engels konvooi tegen. Ze werden beschoten door hun vlaggenschip, de Fortitude van viceadmiraal Hyde Parker. Een uur later lag Bentinck, getroffen door een kanonskogel in zijn linkerschouder, gewond op dek en moest hij het bevel overdragen. Drie uur later had de Batavier achttien doden en 49 gewonden aan boord. Er brak brand uit, waarna de Batavier stuurloos werd en naar Den Helder gesleept moest worden. Bentinck werd naar Amsterdam gebracht 
waar hij in de dienstwoning van de advocaat-fiscaal van de Admiraliteit van Amsterdam, Jacob Boreel, overleed in de nacht van 23 op 24 augustus. Hij was vijf dagen eerder tot buitengewoon schout-bij-nacht benoemd.
Bentinck kreeg op 's lands kosten een staatsbegrafenis en een praalgraf in de Nieuwe Kerk. Hoog in het koor hangt sinds 1782 een kleurig epitaaf dat op kosten van de Amsterdamse Admiraliteit gemaakt werd.
Op zijn graf staat de volgende tekst:
Een dapper Zeeman, die het breiddelloos geweld 

Der Britten gong te keer, en aan Euroop' deed blijken 

Dat overmagt noch woede een Batavier doen wijken 

Was BENTINCK, die hier rust, gesneuveld als een held.
- Biografisch Portaal: 69698642
- Digitale Bibliotheek voor de Nederlandse Letteren: bent045
- Gemeinsame Normdatei: 1036372561
- International Standard Name Identifier: 0000 0003 9076 8656
- Nederlandse Thesaurus van Auteursnamen: 069925127
- Virtual International Authority File: 284410758
- WorldCat: E39PBJtcF7RBVgyHqCj3Qrdmh3